# Guylaine Lanctôt
Pour les articles homonymes, voir Lanctôt.
Ghislaine ou Guylaine Lanctôt, née en 1941 au Québec et morte le 4 mai 2025, est une ex-médecin phlébologue radiée du collège des médecins du Québec pour avoir trompé le public. En tant qu'essayiste et conférencière, elle diffuse des idées se rapprochant des théories du complot. Elle est considérée comme l'une des principales figures du mouvement antivaccinal au Canada et en France.

## Biographie

### Jeunesse
Guylaine Lanctôt grandit dans une famille prospère de huit enfants à Beloeil. Son père, Jean Lanctôt, est pharmacien propriétaire d'une pharmacie avec sa conjointe Fernande Saint-Pierre et président d'une firme pharmaceutique de taille modeste. Son grand-père paternel Henri Lanctôt était également pharmacien, l'un des fondateurs d'une école de pharmacie qui deviendra la faculté de pharmacie de l'Université de Montréal,.
À l'âge de 14 ans, Lanctôt se fait renvoyer du collège des sœurs du Sacré-cœur à cause de son comportement turbulent et son manque d'intérêt académique. Libérée des contraintes scolaires, elle travaille comme secrétaire et entraîneuse équestre. Après deux ans, elle s'inscrit au Collège français, puis à un programme de médecine à Paris puis à Montréal. Elle épouse un médecin, un mariage qui produira quatre enfants et prendra fin en 1978,.

### Cliniques de phlébologie
Une fois médecin, Guylaine Lanctôt pratique la phlébologie dans des cliniques dont elle est propriétaire avec son mari et d'autres associés à partir de 1969, développant son réseau jusqu'à huit cliniques au Québec et en Ontario. Elle contribue beaucoup à faire connaître la phlébologie au Québec, par de nombreuses entrevues et chroniques dans les médias. Elle se départ de ces entreprises lors de son divorce en 1978, puis en ouvre de nouvelles avec d'autres partenaires à Montréal, Laval, Toronto et en Floride,,.
Elle fonde avec sa sœur Henriette Le Bottin des femmes en 1981, le précurseur de l'Association des femmes d'affaires du Québec,,.
Au cours des années 1980, elle est phlébologue et propriétaire de plusieurs cliniques de médecine esthétique au Canada et aux États-Unis. Elle habite en Floride à partir de 1984. À partir de 1984, elle investit l'essentiel de ses efforts sur le marché américain, le régime d'assurance-maladie québécois ayant cessé de couvrir les soins esthétiques de phlébologie. Pendant ces années, elle se consacre à la promotion de ses cliniques, laissant la pratique à ses associés. Elle vend son entreprise en 1994, alors que d'autres entrepreneurs imitent son modèle de cliniques de soins esthétiques à haut debit,.
De ses propres dires, elle découvre le mouvement anti-vaccin dans le cadre d'une conférence réunissant des partisans de traitements alternatifs et complotistes, tenue en marge au 8e Congrès international sur le SIDA tenu à Amsterdam par l'Organisation mondiale de la santé en 1992. C'est également lors de cette période qu'elle adopte les théories pseudoscientifiques de Peter Duesberg sur le SIDA,.
Elle est critiquée pour son approche intuitive et spiritualiste reposant sur les révélations de sa voix intérieure, et considérée comme conspirationniste par le site Conspiracywatch.

### La mafia médicaleet radiation
Guylaine Lanctôt fonde sa propre maison d'édition et publie son livre La mafia médicale fin 1994. Il restera au sommet du palmarès des ventes dans le marché québécois, son succès moussé par la controverse médiatique qu'il provoque. Elle y dénonce le système de santé qui rendrait les gens malades pour mieux les spolier. Ce qui lui vaut la radiation du collège des médecins du Québec en 1997,. Un best-seller sur le marché québécois, 35 000 exemplaires sont écoulées dans la province.
Le livre allègue une vaste conspiration impliquant le milieu de la médecine et la pharmacie, mais aussi les milieux financiers et politiques. Le texte est infusé de croyances spirituelles sur la santé et le fonctionnement du corps humain, basées davantage sur la culture nouvel âge que sur la médecine. Il présente le cancer comme un bienfait et les vaccins comme une menace à l'espèce humaine. Lanctôt indique que sa méfiance à l'égard de la profession médicale et l'industrie pharmaceutique s'est développée à partir des expériences de son père, qui estimait que les normes imposées par les gouvernements nuisent à la rentabilité des plus petites chaînes de pharmacies comme la sienne. Elle devient vite une figure anti vaccinale dans le débat lié à la controverse sur la vaccination ainsi que dans la résistance fiscale.
Le Collège des médecins du Québec réagit à la publication du livre et ses propos dans les médias en réclamant qu'elle abandonne volontairement son titre de médecin, alléguant qu'elle porte des propos trompeurs et contraires aux connaissances médicales. Devant son refus, une plainte pour faute déontologique a été déposée au Comité de discipline du collège, qui a débuté les audiences en juillet 1995. Les audiences, dans une salle bondée de partisans de Lanctôt, ont été fortement médiatisées. Lanctôt se représente elle-même et convoque comme témoins experts une série de militants anti-vaccination, dont Viera Scheibner. Les audiences s'allongent jusqu'à l'année suivante, notamment pour laisser à Lanctôt le temps de finalement embaucher un avocat. En septembre 1996, elle annonce sa démission du Collège des médecins. Le 12 mai 1997, le comité de discipline conclut les procédures in absentia, imposant une radiation à vie et lui retirant sa certification,,,.

### Doctrine de souveraineté individuelle
Afin de se dissocier du « système financier », Guylaine Lanctôt dit avoir abandonné son compte bancaire, sa carte de crédit, sa carte d'assurance maladie et ne ferait plus de déclaration de revenus,. Elle propose la souveraineté individuelle, la préséance du monde invisible sur le monde visible, et une médecine spirituelle menant vers l'immortalité physique. Selon la porte parole de l'UNADFI, Guylaine Lanctôt serait représentative d'une mouvance New Age en continuité avec le complotisme. Pour Rudy Reichstadt, dans le rapport 2021 de la Miviludes, elle est la figure radicale d'un courant émanant des Citoyens souverains apparus aux États-Unis dans les années 1970.
Ayant refusé de produire une déclaration de revenus depuis 1995, Guylaine Lanctôt est arrêtée par la Gendarmerie royale du Canada en 2008, après une condamnation au mois de septembre qui lui enjoint de déclarer ses revenus dans un délai de 30 jours. Refusant d'accepter l'entente de libération conditionnelle qui lui était offerte, elle est incarcérée pendant deux mois à la Maison Tanguay pour femmes, à Montréal. L'affaire se retrouve par la suite en Cour du Québec en 2009, alors que Lanctôt se voit imposer une amende de 1 000 $. Tout au long des procédures, elle refuse de reconnaître la légitimité de la cour,.

### Conférencière en spiritualité
Guylaine Lanctôt cultive de longue date des croyances spirituelles s'approchant de conspirationnisme et les partage comme conférencière. En 1995, elle prédit à une conférence qu'un monde parfait allait émerger après l'écroulement des gouvernements et sociétés professionnelles médicales.
En 2001, Guylaine Lanctôt intervient publiquement pour dénoncer une campagne de vaccination provinciale contre la méningite. Elle dénonce les vaccins comme étant des « outils pour tester les armes biologiques » et répète sa croyance que toutes les maladies trouvent leur origine dans l'âme, décrivant les traitements médicaux comme des poisons.
Elle se désigne à cette époque comme étant Ghislaine Saint-Pierre Lanctôt et habite dans la municipalité de Stukely-Sud.
Lors de la pandémie de Covid-19, elle qualifie l'urgence médicale de « mensonge » lors de conférence et d'entrevues dans les médias sociaux.
L'artiste canadien Bernard Lachance entretient une correspondance soutenue avec Lanctôt au cours de la période où il souscrit à des théories complotistes concernant le SIDA, qu'elle exposait déjà dans La mafia médicale. Lachance cesse ses traitements de trithérapie et meurt, le 11 mars 2021, d'une septicémie bactérienne en lien avec une infection au VIH. L'émission balado Dérives, produit par le pharmacien et vulgarisateur scientifique Olivier Bernard, en collaboration avec Radio-Canada, consacre la saison 3 à cette histoire et au parcours de Guylaine Lanctôt.

## Publications
- De belles jambes à tout âge, Éditions de l'Homme, Montréal, 1988  (ISBN 9782761907439)
- La Mafia médicale — Comment s'en sortir en vie et retrouver santé et prospérité, éditions Voici la clé, Coaticook, 1994  (ISBN 9782921783002) et 2002
- Que diable suis-je venue faire sur cette Terre ? M'accomplir !, 1997 et 2006   (ISBN 9782980698705)